# 商船三井さんふらわあ
株式会社商船三井さんふらわあ（しょうせんみついさんふらわあ 英：MOL Sunflower Ltd.）は、東京都千代田区に本社を置く海運企業。内航フェリーやRO-RO船を運航している。

## 概要
商船三井のカーフェリー航路事業を担っていた「ブルーハイウェイライン」が景気低迷や競合航路との競争による運賃低下や燃料費高騰で経営悪化に陥り、大洗-苫小牧フェリー航路と貨物航路の継承を目的として「商船三井フェリー株式会社」（英：MOL Ferry Co., Ltd.）として設立。
2023年10月より商船三井グループのフェリー事業のサービス向上などを目的として関西 - 九州間のフェリー航路を展開するフェリーさんふらわあを吸収合併し現社名に変更。長距離フェリー事業と合わせて、首都圏-九州方面のRO-RO船貨物航路も運航している。

## 沿革

### 前史

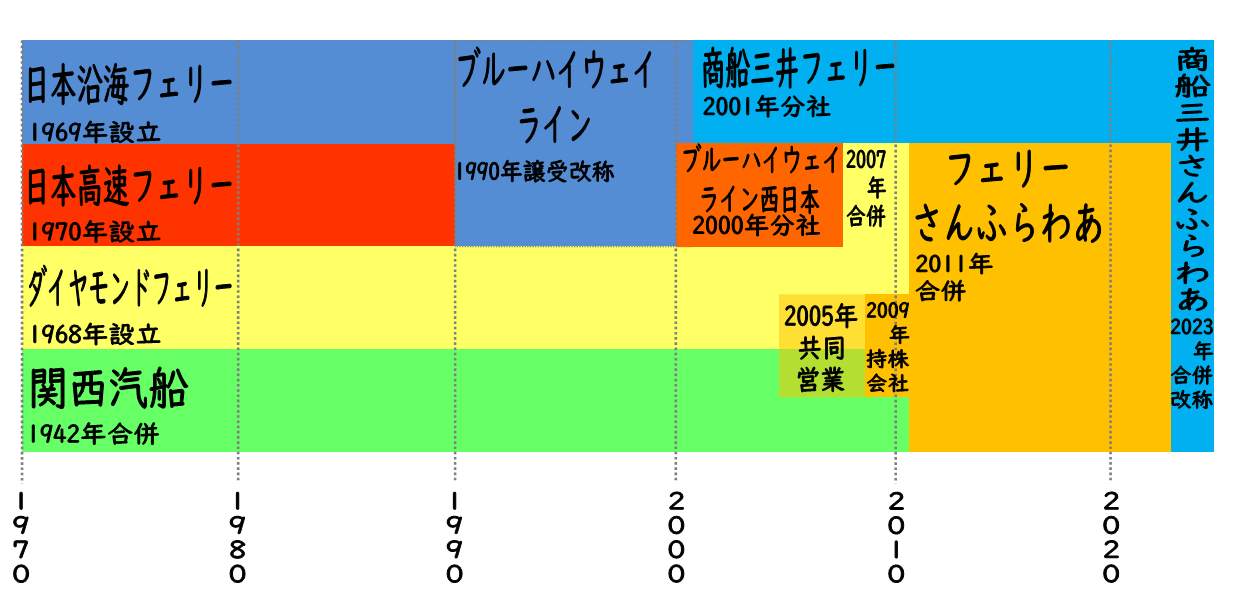
合併の沿革

【MF】商船三井フェリー関連 【FS】フェリーさんふらわあ関連
- 1942年（昭和17年）【FS】大阪商船等7社が瀬戸内航路の統合を目的に「関西汽船」を設立。
- 1968年（昭和43年）【FS】阪神地区の内航船会社や大分県・愛媛県内の企業により「九四阪神フェリー」を設立、翌年「ダイヤモンドフェリー」に改称。
- 1969年（昭和44年）【MF】 東食（現・カーギルジャパン）・食品輸送（現・エスワイプロモーション）・三井近海汽船（現・商船三井ドライバルク）・東京汽船により「日本沿海フェリー」を設立。
- 1970年（昭和45年）【FS】【MF】照国郵船の子会社として「日本高速フェリー」を設立。
- 1990年（平成2年）【MF】日本沿海フェリーが日本高速フェリーのフェリー航路事業を完全取得、「ブルーハイウェイライン」に改称。
- 2000年（平成12年）【FS】ブルーハイウェイラインが大阪 - 志布志航路事業を分社化し「ブルーハイウェイライン西日本」を設立。
- 2001年（平成13年）【MF】ブルーハイウェイラインが会社解散・大洗 - 苫小牧航路等の新会社への分離方針を決定し、東京 - 那智勝浦 - 高知航路を廃止し解散。
- 2005年（平成17年）【FS】関西汽船とダイヤモンドフェリーが営業部門を統合し「フェリーさんふらわあ」のブランドで共同営業センターを設置。
- 2007年（平成19年）【FS】ダイヤモンドフェリーがブルーハイウェイライン西日本を吸収合併。
- 2009年（平成21年）【FS】商船三井の完全子会社として共同持株会社「フェリーさんふらわあ」を設立し関西汽船・ダイヤモンドフェリーが傘下に入る。
- 2011年（平成23年）【FS】フェリーさんふらわあが関西汽船・ダイヤモンドフェリーを吸収合併。

### 商船三井フェリー
【F】フェリー部門 【C】貨物航路部門
- 2001年（平成13年）
  - 3月12日 - 商船三井フェリー株式会社を設立[5]。
  - 7月1日 -【F】ブルーハイウェイラインの大洗〜苫小牧フェリー航路・貨物航路を継承し営業開始[6]。
- 2002年（平成14年）
  - 2月18日 - 日本のフェリー事業者で初めてISMコード認定を取得[7]。
  - 6月2日 -【F】朝便の「さんふらわあ おおあらい」「さんふらわあ えりも」引退。
  - 6月3日 -【F】大洗〜苫小牧航路、東日本フェリーとの共同運航開始[8]。
    - 朝・深夜発の2便体制を夕方・深夜発に変更。
    - 東日本フェリー「ばるな」（3代目）を裸傭船、商船三井フェリー75%・東日本フェリー25%の運航分担とする。
- 2003年（平成15年）
  - 7月 - 自動車船を除く不定期船部門を商船三井内航に移管[8][9]。
  - 10月 -【C】東京〜博多航路にて日本海運（現・NX海運）とのRO-RO船共同運航を開始[8]。
  - 11月 -【C】RO-RO船「さんふらわあ はかた」就航[8]。
  - 12月 -【C】RO-RO船「さんふらわあ とうきょう」就航[8]。
- 2004年（平成16年）
  - 1月 -【C】東京〜博多航路のデイリーサービスを開始[8]。
  - 2月3日 - ISO 14001を取得。
- 2005年（平成17年）
  - 1月26日 -【F】東日本フェリーから傭船の「ばるな」を「さんふらわあ さっぽろ」（2代目）に改名[10]。
  - 4月1日 -【F】「さんふらわあ さっぽろ」（2代目）のオーナーズルームを「スイートルーム」として一般提供開始[11]。
  - 4月11日 -【F】深夜発便の供食を「イートインフロアサービス」として自販機中心のサービスとし、レストランを朝・昼・夜のセット販売提供のみに縮小する[12]。
- 2006年（平成18年）
  - 10月17日 -【F】大洗〜苫小牧航路の東日本フェリーとの共同運航解消と運航一本化を合意。
  - 12月15日 -【F】高速バスとフェリーのセット割引切符「パシフィック・ストーリー」発売。
- 2007年（平成19年）
  - 1月2日 -【F】東日本フェリーが大洗〜苫小牧航路より撤退し単独運航となり、運航船舶が旧東日本フェリー船で統一される。
    - 夕方便「へすていあ」が商船三井フェリーへ移管。
    - 深夜便の「さんふらわあ みと」「さんふらわあ つくば」を東日本フェリーの「ニューれいんぼうべる」「ニューれいんぼうらぶ」と交換[8]。
    - 深夜便のレストラン営業を終了、自販機のみによる供食とする。

  - 1月30日 -【F】「へすていあ」を「さんふらわあ ふらの」（初代）に改名[13]。
  - 3月6日 -【F】「ニューれいんぼうべる」を「さんふらわあ しれとこ」に改名[13][8]。
  - 3月21日 -【F】「ニューれいんぼうらぶ」を「さんふらわあ だいせつ」に改名[13][8]、旧東日本フェリー船のさんふらわあ船名への統一を完了。
  - 3月31日 -【C】東京〜苫小牧航路を廃止[8]。
  - 4月1日
    - 【F】スイートルームを除く船室等級の呼称を変更。（二等「エコノミールーム」、二等寝台「カジュアルルーム」、一等「スタンダードルーム」、特等「デラックスルーム」）
    - 親会社・商船三井のロゴ変更に合わせ社名ロゴを「MOL商船三井フェリー」に変更[8]。

  - 6月1日 -【C】九州急行フェリーを合併、追浜 - 苅田航路を継承[8]。
- 2010年（平成22年）
  - 4月1日 -【F】カジュアルルームにレディースルームを設置[14]。
  - 11月8日 -【C】追浜〜苅田航路のうち「むさし丸」の関東側発着地を追浜から東京港に変更し東京 - 苅田航路を開設[15]。
- 2011年（平成23年）
  - 3月11日 -【F】東日本大震災の津波による大洗港被災に伴い、大洗〜苫小牧航路を運休。
  - 3月13日〜22日 -【F】東日本大震災の自衛隊災害派遣輸送のため苫小牧→青森間の臨時便を10便運航[16]。
  - 3月25日〜6月5日 -【F】東京〜苫小牧間で貨物輸送のみの臨時運航を実施。この内4月10日 - 30日の下り3便は青森に寄港[16]。
  - 6月6日 -【F】夕方便より大洗〜苫小牧の運航を再開。
- 2013年（平成25年）4月13日 - 【C】東京〜博多航路で松山港への寄港を追加[17]。
- 2014年（平成26年）5月7日 -【C】追浜〜苅田航路を休止、苅田航路の関東側発着地を東京に一本化[18]。
- 2015年（平成27年）7月31日 -【F】大洗から苫小牧へ向かっていた「さんふらわあ だいせつ」にて、苫小牧港の沖合約50kmの海上で車両甲板から火災が発生。消火作業をしていた乗員1名が行方不明となり、後に遺体で発見された。他の乗員乗客は全員避難し、他のフェリーなどに乗り移り無事だった。
- 2016年（平成28年）2月3日 -【F】火災事故で運航を休止していた「さんふらわあ だいせつ」が苫小牧発の夕方便より再就航。
- 2017年（平成29年）
  - 5月11日 -【F】「さんふらわあ ふらの」（初代）引退。
  - 5月13日 -【F】夕方便新造船「さんふらわあ ふらの」(2代目)が大洗発便で就航。商船三井フェリーとして初の新造船となる。
    - 新船室等級を導入。（二等「ツーリスト」・二等寝台「コンフォート」・一等「スーペリア」・特等「プレミアム」「スイート」）

  - 10月22日 -【F】「さんふらわあ さっぽろ」（2代目）引退[19][20][21]。
    - 旧船室等級のうち「エコノミールーム」「スタンダードルーム」の設定を終了。

  - 10月25日 -【F】夕方便新造船「さんふらわあ さっぽろ」(3代目)就航[20][21]。
  - 10月26日 -【F】翌年2月19日にかけて「さんふらわあ さっぽろ」(3代目)が推進系統の不具合のため長期運休[22][23][24]。
- 2018年（平成30年）
  - 5月5日 -【F】夕方便レストランの昼食営業を終了、バイキング営業から軽食販売に変更。
  - 10月1日 -【F】夕方便レストランの夕食営業をバイキング式からメイン料理選択制のハーフビュッフェ式とサイドメニュー単品販売に変更。
- 2019年（平成31年/令和元年）
  - 2月28日 -【C】RORO船「ぶぜん」が東京〜苅田航路に就航、3隻体制で週4便から6便に増便し直行便主体に再編。上り週1便のみ宇野港に寄港とする。[25][26]。
  - 4月1日
    - 【C】東京〜博多航路を再編、週3便の下り便を御前崎港・上り便を大分に寄港とする[27]。
    - 【F】大洗〜苫小牧航路の運賃と適用期間設定を4段階制から5段階制に改定、夕方便プレミアム客室利用者への食事無料提供を終了[28][29][30]。

  - 4月15日 -【F】大洗〜苫小牧航路のフェリー4隻にて国内のフェリーでは初めてモリタテクノス製の圧縮空気泡消火システムの運用を開始[31]。
  - 5月17日 -【C】東京〜苅田航路新造船「すおう」就航、みやこ丸引退[26][25]。
- 2020年（令和2年）
  - 1月1日 - 海洋汚染防止条約によるSOx規制に適合する低硫黄C重油への切替に伴い、フェリー運賃を改定、貨物燃料油価格変動調整金の基準を紙パルプ価格から規制適合C重油価格に変更[32]。
  - 2月14日 -【F】夕方便レストランでの昼食軽食販売を喫茶営業に変更[33][34]。1月10日にさんふらわあ ふらの、2月14日にさんふらわあ さっぽろが喫茶営業に移行。
  - 3月5日 -【F】新型コロナウイルスの感染拡大に伴い、夕方便レストランでの夕・朝食バイキング提供を休止し定食提供に変更[35]。
  - 5月1日 -【F】新型コロナウイルスの感染拡大に伴い、深夜便デラックスルームの販売を停止[36]。
- 2021年（令和3年）
  - 2月 -【F】夕方便のレストラン朝食営業でバイキング提供を再開[37]。
  - 4月5日 -【F】夕方便のレストラン夕食営業をバイキング式に変更[38]。
  - 4月26日 -【F】大洗港にて「さんふらわあ しれとこ」を用い世界初の大型船自動着岸システムの実証実験を実施[39]。
  - 8月7日 -【C】東京～苅田航路週1本を坂出港への寄港を開始[40]。
- 2022年（令和4年）
  - 6月 - 【F】ONE PIECEとのコラボキャンペーンを開始、本年以降毎年夏季に展開[41]。
  - 12月15日 -【F】船内Wi-Fiインターネットサービスを廃止。
- 2023年（令和5年）
  - 2月13日 - フェリーさんふらわあとの合併計画を発表[42]。
  - 6月5日 - 新会社の社名「株式会社商船三井さんふらわあ」（英：MOL Sunflower Ltd.）を発表[43]。
  - 9月30日 - 【C】東京～苅田・博多航路での乗用車無人航走サービスを終了。

### 商船三井さんふらわあ
- 2023年（令和5年）
  - 10月1日 - フェリーさんふらわあと合併し株式会社商船三井さんふらわあ発足。大阪市のフェリーさんふらわあ本部は西日本本部に転換。
  - 11月21日 - 【C】RO-RO船「すおう」が愛媛県怒和島水道南側に座礁[44]。
- 2024年（令和6年）1月 - 【C】日本通運とのアライアンスを東京 - 苅田航路にも拡充、RORO船苅田航路・博多航路とも寄港地見直しを実施[45]。
- 2025年（令和5年）
  - 1月20日 - 【F】大洗 - 苫小牧航路深夜便「さんふらわあ だいせつ」旅客営業終了。
  - 1月21日 - 【F】大洗 - 苫小牧航路深夜便新造船「さんふらわあ かむい」就航。二等寝台個室「コンフォートS」等級設定を導入。
  - 7月13日 - 【F】大洗 - 苫小牧航路深夜便「さんふらわあ しれとこ」引退[46]。旧船室等級「カジュアルルーム」「デラックスルーム」の設定を終了。
  - 7月18日 - 【F】大洗 - 苫小牧航路深夜便新造船「さんふらわあ ぴりか」就航[47]。

## 航路
フェリー航路
| 航路                                                    | 距離  | 所要時間 | 便数                  |
| ------------------------------------------------------- | ----- | -------- | --------------------- |
| 大洗港 - 苫小牧港（西港FT）                             | 754km | 約19時間 | 1日2往復 （日曜休航） |
| 大阪南港（さんふらわあ第1T） - 別府港（国際観光港地区） | 425km | 約12時間 | 1日1往復              |
| 神戸港（六甲アイランドFT） - 大分港（西大分港FT）       | 411Km | 約12時間 | 1日1往復              |
| 大阪南港（さんふらわあ第2T） - 志布志港                 | 583km | 約15時間 | 1日1往復              |

貨物航路
いずれもRO-RO船、NX海運と共同運航。
- 東京～博多航路（週6便）：東京港 - 博多港 - 大分港（博多月・金木曜発上りのみ）/岩国港（博多火・金曜発上りのみ） - 東京港
- 東京～苅田航路（週4便）：東京港 - 苅田港 - 宇野港（火・金曜発上りのみ） - 東京港

### かつて運航していた航路
貨物航路
- 東京港 - 苫小牧港（ - 2007年3月）
- 東京港 - 大分港 - 博多港
- 東京港 - 宇野港 - 博多港
- 追浜港 - 御前崎港 - 苅田港 - 大分港（2007年 - 2014年5月）
- 東京港 - 苅田港 - 宇野港（上りのみ） - 坂出港（上りのみ）
- 東京港 - 御前崎港（下りのみ） - 博多港 - 大分港（上りのみ） - 東京港
- 東京港 - 博多港 - 岩国港（上りのみ） - 松山港（上りのみ） - 東京港

## 船舶
ファンネルマークは橙一色。

### 運航中の船舶
大洗 - 苫小牧航路（フェリー）
夕方便
- さんふらわあ ふらの（2代目）
  - 2017年4月竣工、同年5月就航。13,816総トン、全長199.7m、幅27.2m、航海速力24ノット。
  - 旅客定員590名。車両積載数：トラック160台・乗用車100台。ジャパン マリンユナイテッド磯子工場建造。
- さんふらわあ さっぽろ（3代目）
  - 2017年10月竣工、同月就航。13,816総トン、全長199.7m、幅27.2m、航海速力24ノット。
  - 旅客定員590名。車両積載数：トラック160台・乗用車100台。ジャパン マリンユナイテッド磯子工場建造。

深夜便
- さんふらわあ かむい

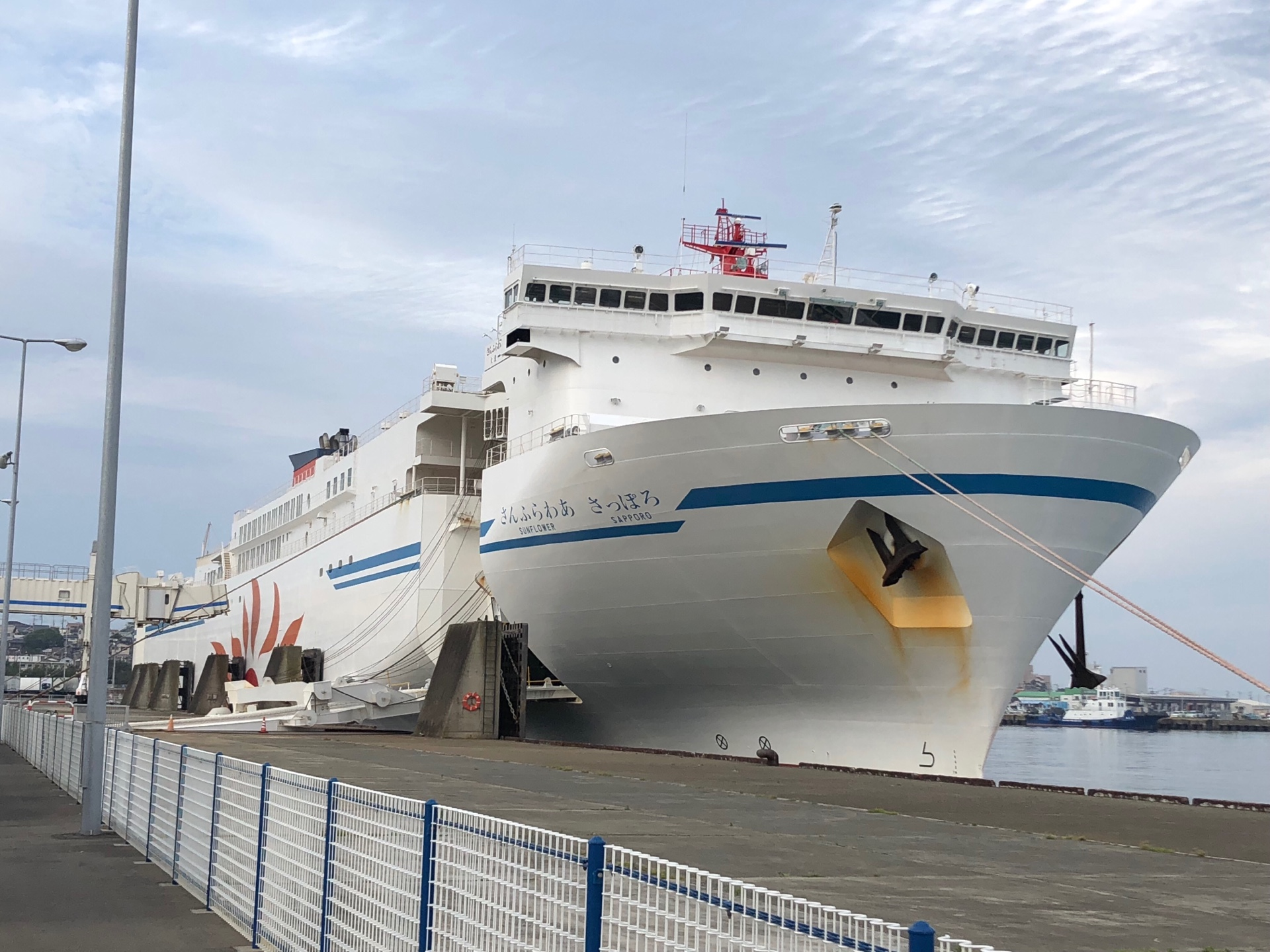
さんふらわあ さっぽろ - 大洗港（2018年5月撮影）

  - 2024年12月竣工、2025年1月就航。15,512総トン、全長199.4m、幅28.6m、航海速力24ノット。
  - 旅客定員157名。車両積載数：13mトラック155台、乗用車50台。内海造船因島工場建造。
- さんふらわあ ぴりか[48]
  - 2025年7月18日就航。15,600総トン、全長199.4m、幅28.6m、出力21,240kW、航海速力24ノット[49][50]。
  - 旅客定員157名。車両積載数：13mトラック155台・乗用車50台。内海造船因島工場建造。

関西 - 九州航路（フェリー）
大阪 - 別府航路
- さんふらわあ くれない[51][52]
  - 2023年1月13日就航。17,114総トン、全長199.9m、幅28.0m、出力17,600kW、航海速力22.5ノット[53]。
  - 旅客定員716名。車両搭載数：13mトラック137台・乗用車80台。三菱重工業下関造船所建造。

- さんふらわあ むらさき[51]

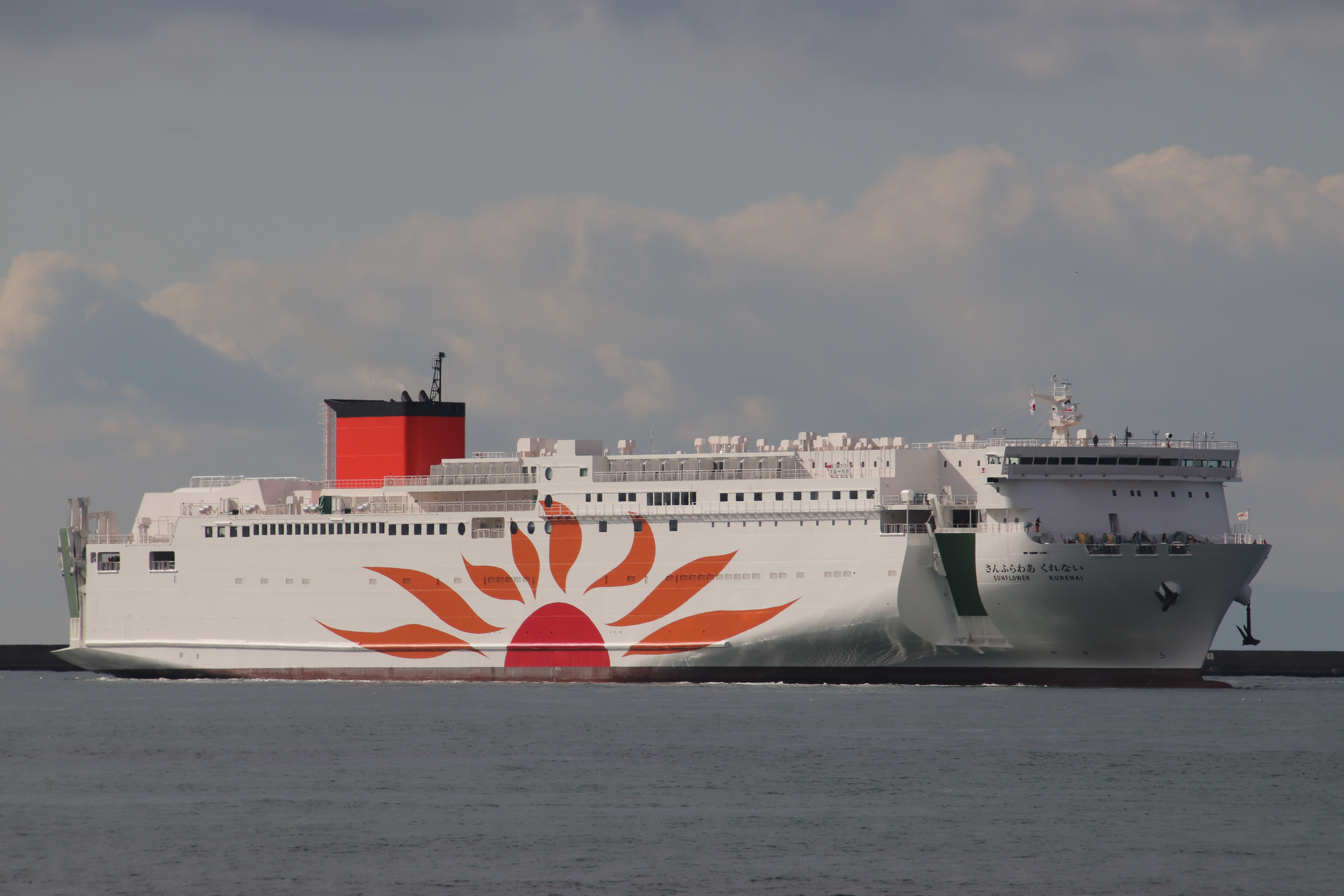
さんふらわあ くれない - 大阪港（2022年12月撮影）

  - 2023年4月14日就航。17,114総トン、全長199.9m、幅28.0m、出力23,928馬力、航海速力22.5ノット。
  - 旅客定員716名。車両搭載数：13mトラック137台・乗用車80台。三菱重工業下関造船所建造。

神戸 - 大分航路
- さんふらわあ ごーるど
  - 2007年11月21日就航。11,178総トン。全長165.5m、幅27.0m、出力24,480馬力、航海速力23.2ノット。
  - 旅客定員780名。車両積載数：トラック147台・乗用車75台。三菱重工業下関造船所建造。

- さんふらわあ ぱーる

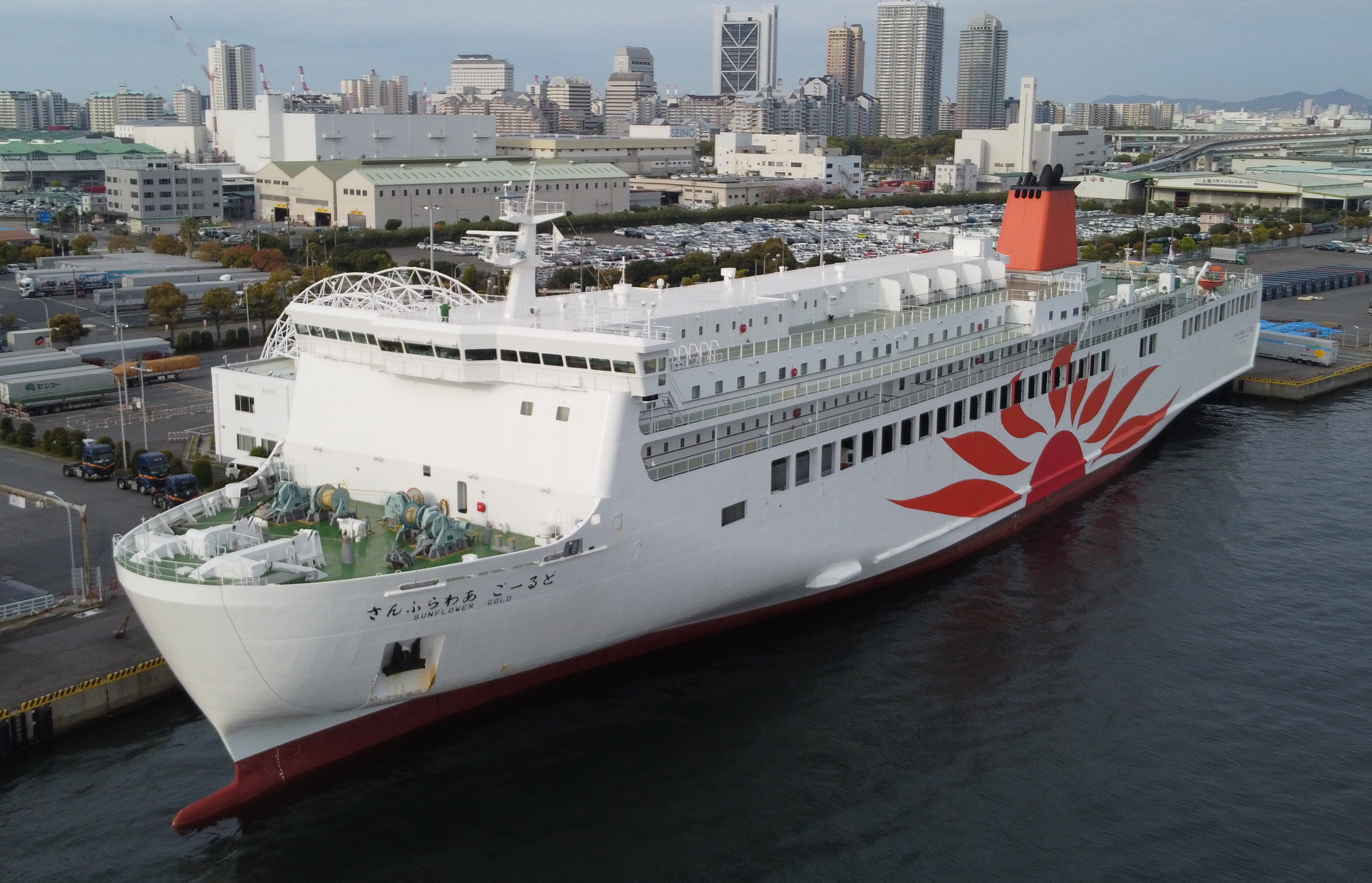
さんふらわあ ごーるど - 神戸港（2023年4月撮影）

  - 2008年1月16日就航。11,177総トン。全長165.5m、幅27.0m、出力24,480馬力、航海速力23.2ノット。
  - 旅客定員780名。車両積載数：トラック147台・乗用車75台。三菱重工業下関造船所建造。

大阪 - 志布志航路
- さんふらわあ さつま (3代)
  - 2018年5月15日就航。13,659総トン、全長192.0m、幅27.0m、出力17,660kW、航海速力23ノット。
  - 旅客定員709名。車両積載数：13m大型トラック121台・乗用車140台。ジャパン マリンユナイテッド磯子工場建造。

- さんふらわあ きりしま (2代)

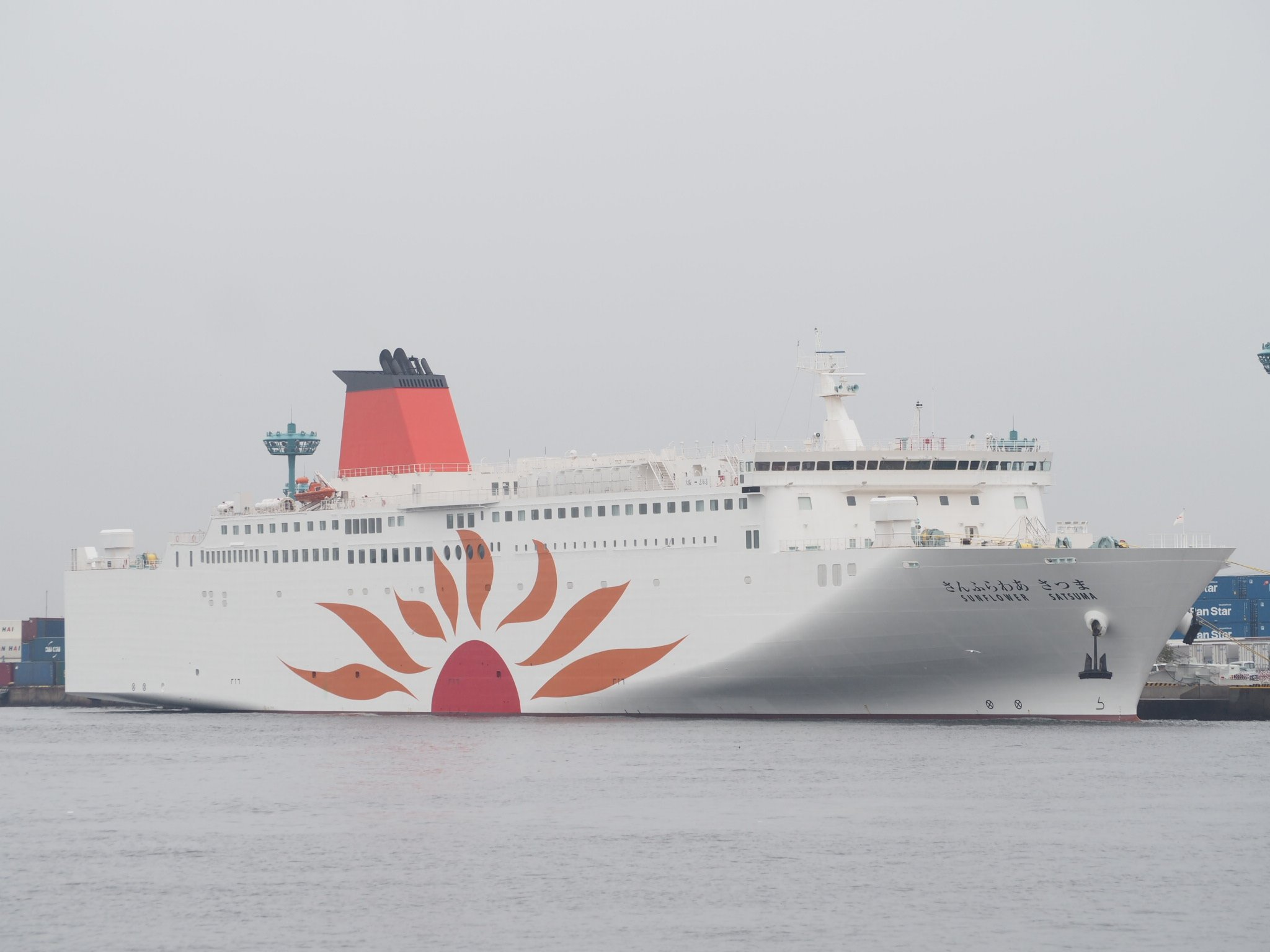
さんふらわあ さつま - 大阪港（2018年6月撮影）

  - 2018年9月15日就航。13,659総トン、全長192.0m、幅27.0m、出力17,660kW、航海速力23ノット。
  - 旅客定員709名。車両積載数：13m大型トラック121台・乗用車140台。ジャパン マリンユナイテッド磯子工場建造。

九州（博多）航路（RO-RO船）
NX海運と共同運航、船体の側面には、さんふらわあ（太陽のマーク）の模様が描かれていない。
- さんふらわあ はかた
  - 2003年6月竣工、11月就航。10,507総トン、全長166.9m、幅27.0m、航海速力23.0ノット。
  - 車両積載数：トラック160台・商品乗用車251台。春山海運所有。

九州（苅田）航路（RO-RO船）
- むさし丸
  - 2003年6月竣工、10月就航。13,927総トン、全長166.03m、幅27.0m、航海速力23.0ノット。
  - 車両積載数：トラック160台・乗用車120台。新来島どっく大西工場建造。
  - 2007年6月九州急行フェリーより継承。
- ぶぜん
  - 2019年2月就航。11,674総トン、全長179.9m、幅27.0m、航海速力23ノット。
  - 車両積載数：大型トラック160台・乗用車220台。旅客定員12名[54]。南日本造船大在工場建造。

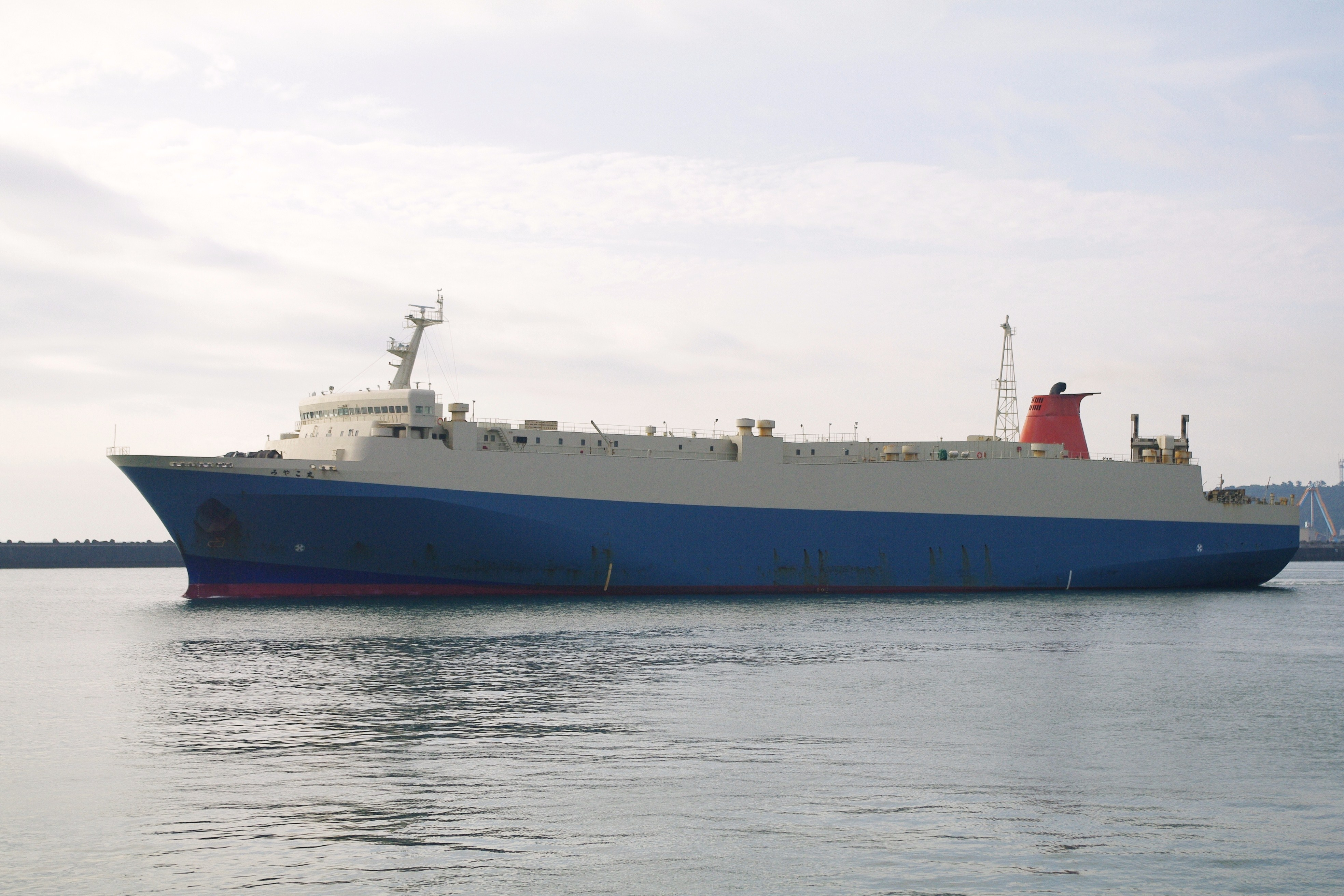
御前崎港を出港するみやこ丸

- ニューれいんぼうらぶ→さんふらわあ だいせつ
  - 2001年6月竣工、2007年3月就航。11,401総トン、全長190m、幅26.4m、出力39,600馬力、航海速力24.9ノット。
  - 旅客定員154名。車両積載数：トラック160台・乗用車62台。三菱重工業下関造船所建造。
  - 元・東日本フェリー船、室蘭-直江津-博多航路に就航していたが、2006年12月に同航路の運休に伴い転配し、2007年1月就航、同年3月船名変更。2025年1月旅客営業終了、4月からRORO船に転換。

### 過去に運航していた船舶

#### フェリー
- さんふらわあ おおあらい
  - 1987年6月8日竣工[55]、同月23日就航[56]、2002年6月引退。15,139総トン、全長178.0m、幅24.8m。林兼造船下関工場建造。
  - 航海速力22.5ノット、車両積載数8.5mトラック175台・乗用車105台、旅客定員656名。
- さんふらわあ えりも（2代目）
  - 1989年3月13日竣工[55]、同月29日就航[57]、2002年6月引退。11,272総トン、全長178.0m、幅25.0m。石川島播磨重工東京工場建造。
  - 航海速力20.0ノット、車両積載数8.5mトラック175台・乗用車105台、旅客定員594名。
- さんふらわあ みと
  - 1993年12月9日竣工[55]、同月17日就航[58]。11,782総トン、全長186.0m、幅25.5m。三菱重工業下関造船所建造。
  - 航海速力23.0ノット、車両積載数8.5mトラック175台・乗用車140台、旅客定員514名。
  - 大洗 - 苫小牧航路に就航。2006年12月引退。日本国外へ売却され、2007年4月から2009年にパンスターライン（韓国）の「PANSTER SUNNY」（パンスターサニー、パナマ船籍）、2009年から中国遠洋運輸集団の「COSCO STAR」として厦門 - 台中など中国本土 - 台湾間の航路に就航。
- さんふらわあ つくば
  - 1998年1月就航。12,325総トン、全長192.0m、幅27.0m。三菱重工業下関造船所建造。
  - 航海速力23.0ノット、車両積載数8.5mトラック216台・乗用車111台、旅客定員342名。
  - 大洗 - 苫小牧航路に就航。2006年12月引退。日本国外へ売却され、ANEK LINE（ギリシャ）「ELYROS」として就航。

- へすていあ→さんふらわあ ふらの（初代）

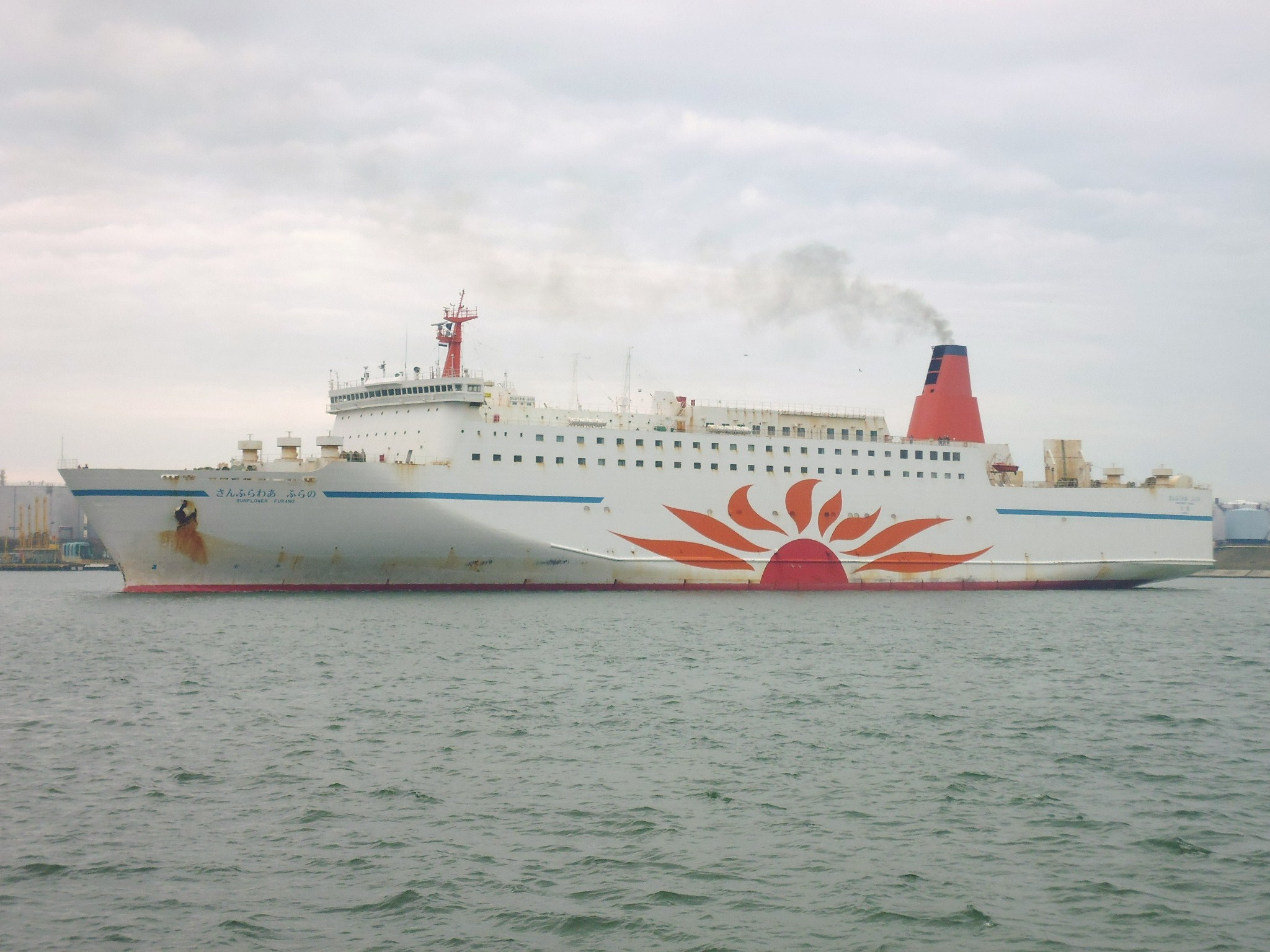
「さんふらわあ ふらの」 - 苫小牧西港

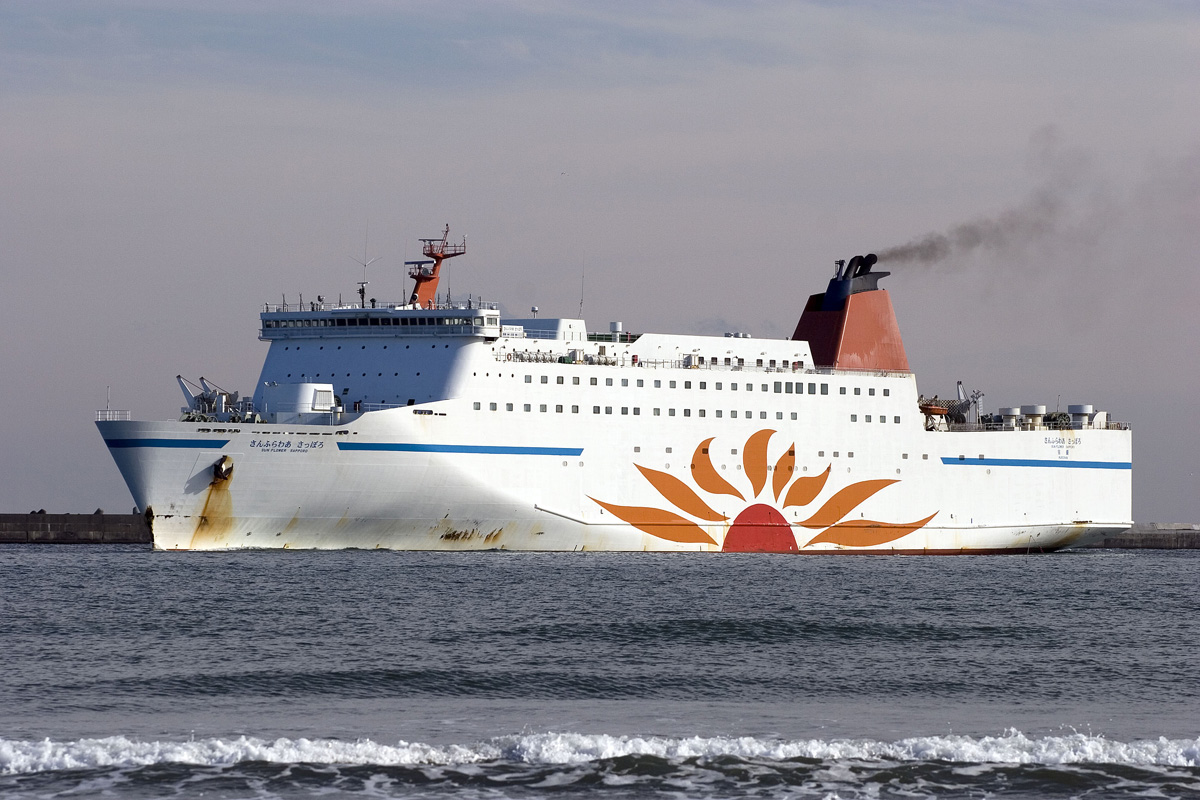
さんふらわあ さっぽろ - 大洗港

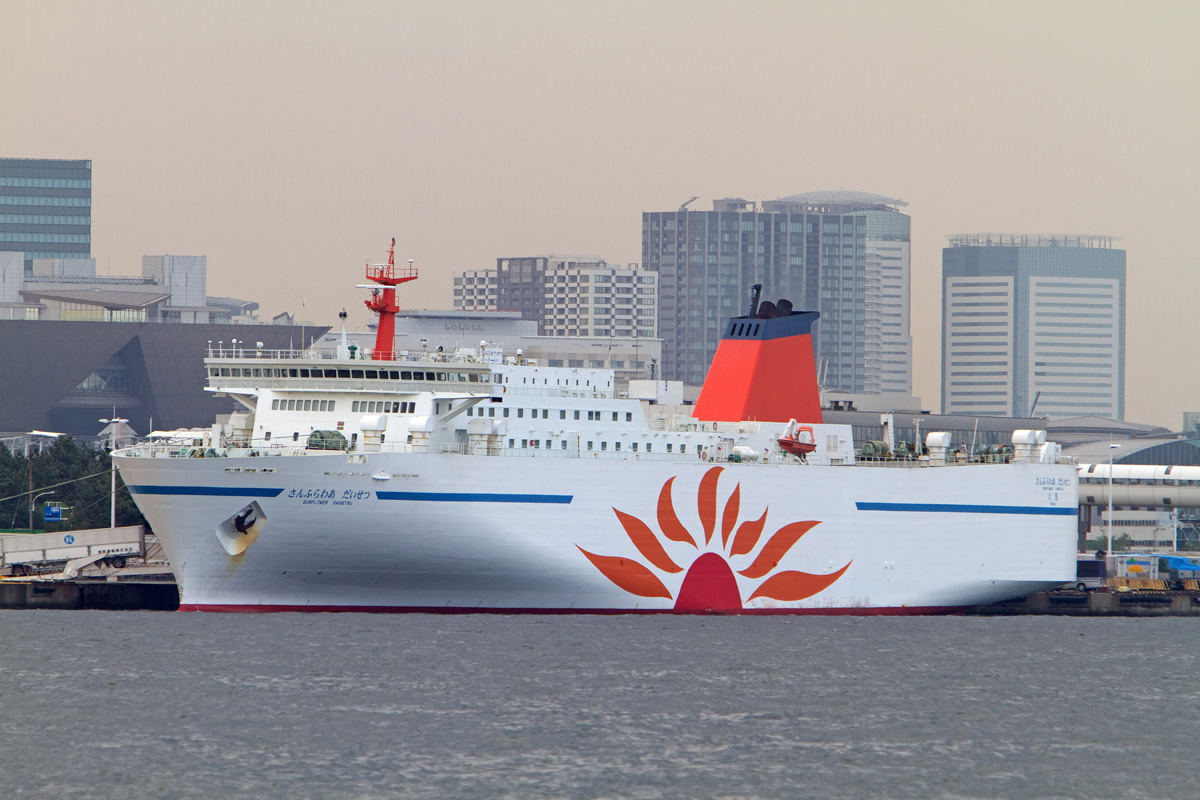
さんふらわあ だいせつ - 東京港（2011年5月撮影、東日本大震災により大洗港被災のため暫定入港）

  - 1993年7月竣工、2007年1月就航、2017年5月引退。13,539総トン、全長192m、幅27m、出力35,600馬力、航海速力24ノット。
  - 旅客定員705名。車両積載数：トラック180台・乗用車100台。三菱重工業下関造船所建造。
  - 元東日本フェリー船、2007年1月に船名変更。夕方便で運航。
- ばるな→さんふらわあ さっぽろ（2代目）
  - 1998年10月竣工、2002年6月就航、2017年10月引退。13,654総トン、全長192m、幅27m、出力35,600馬力、航海速力24ノット。
  - 旅客定員632名。車両積載数：トラック180台・乗用車100台。三菱重工業下関造船所建造。
  - 元東日本フェリー船、2005年1月に船名変更。夕方便で運航。
- ニューれいんぼうべる→さんふらわあ しれとこ
  - 2001年9月竣工、2007年3月就航。11,410総トン、全長190m、幅26.4m、出力39,600馬力、航海速力24.9ノット。
  - 旅客定員154名。車両積載数：トラック160台・乗用車62台。三菱重工業下関造船所建造。
  - 元東日本フェリー船。室蘭-直江津-博多航路に就航していたが、2006年12月に同航路の休止に伴い転配し、2007年1月就航、同年3月船名変更[59]。2025年7月引退。

#### RO-RO船
- 第三有明丸
  - 1987年竣工、1994年大三海運からブルーハイウェイラインに転属。2002年引退。日本国外へ売却。
  - 2,646総トン、航海速力18.5ノット。南日本造船建造。
  - 積載数シャーシ45台・12フィートコンテナ90個・商品乗用車120台。東京 - 宇野 - 博多航路に就航。
- 第八有明丸
  - 1991年竣工、1994年大三海運からブルーハイウェイラインに転属。2003年に引退し大王海運に転属。
  - 2,722総トン、航海速力20.0ノット。北日本造船建造。
  - 積載数シャーシ45台・12フィートコンテナ90個・商品乗用車120台。東京 - 宇野 - 博多航路に就航。
- 春青丸
  - 1995年竣工。1997年中野海運からブルーハイウェイラインに転属。2003年引退。近海郵船に転属し「ろーろーえりも」として就航。
  - 5,930総トン、航海速力20.0ノット。旭洋造船建造。
  - 積載数シャーシ76台・商品乗用車250台。東京 - 大分 - 博多航路に就航。
- 雄徳丸
  - 1995年竣工。1997年中野海運からブルーハイウェイラインに転属。2003年引退。近海郵船に転属し「ろーろーひだか」として就航。
  - 5,929総トン、航海速力20.0ノット。旭洋造船建造。
  - 積載数シャーシ76台・商品乗用車250台。東京 - 大分 - 博多航路に就航。
- 神加丸
  - 1990年竣工、2002年栗林商船から用船。2003年返却。
  - 6,163総トン。函館どつく建造。
  - 東京 - 宇野 - 博多航路に就航。
- さんふらわあ とまこまい
  - 1999年8月就航。12,520総トン、全長199.0m、幅24.5m。三菱重工業下関造船所建造。
  - 航海速力30.0ノット、車両積載数8.5mトラック200台・乗用車80台。
  - 2007年3月引退。2008年から2014年にAegean Cargo Management SA（ギリシャ）にて「AEGEAN HEAVEN」、2014年からEkol Logistics（トルコ）に用船され「AYSHE」として就航。
- みやこ丸
  - 1997年1月竣工、3月就航。8,015総トン、全長156.82m、幅24.0m、航海速力20.8ノット。
  - 車両積載数：トラック122台。内海造船瀬戸田工場建造。
  - 2007年6月九州急行フェリーより継承。2019年5月引退。
- さんふらわあ とうきょう
  - 2003年8月竣工、12月就航。10,503総トン、全長166.9m、幅27.0m、航海速力23.0ノット。
  - 車両積載数：トラック160台・商品乗用車251台。2023年11月にNX海運へ転属し「ひまわり とうきょう」に改名。
- 冨王丸
  - 13,950総トン[54]、全長173.3m、幅26.6m、航海速力23.5ノット。
  - 車両積載数：トラック130台・乗用車64台[54]。2024年4月まで川崎近海汽船から用船。
- すおう
  - 2019年5月就航。11,675総トン、全長179.9m、幅27.0m、航海速力23ノット。
  - 車両積載数：大型トラック160台・乗用車220台。南日本造船大在工場建造。春山海運所有。

## 主な関連企業
- 株式会社ブルーシーネットワーク
- 株式会社ブルーハイウェイサービス
- 株式会社さんふらわあエクスプレス
- 株式会社さんふらわあマリンサービス
- さんふらわあトラベル株式会社
- 株式会社さんふらわあエージェンシー
- 別府ポートサービス株式会社
- 有限会社ホワイトフェニックス

## 連絡輸送
大洗 - 苫小牧航路
高速バスと苫小牧 - 大洗航路を組み合わせた東京駅から札幌駅までの連絡切符として2006年12月15日より「パシフィック・ストーリー」（東京・札幌連絡きっぷ）を設定している。パシフィック・ストーリーは当時の旅客営業部長の発案で発売され、乗用車を持たない旅客にも気軽に利用してもらえるよう東京発着の商品として考案された。
利用可能交通機関
- 商船三井さんふらわあ（苫小牧西港フェリーターミナル - 茨城港大洗港区 大洗港フェリーターミナル 夕方便のみ）
- 茨城交通 路線バス50系統（大洗派出所入口・大洗フェリーターミナルバス停 - 水戸駅北口）
- 北海道中央バス 高速とまこまい号（札幌駅バスターミナル - 苫小牧フェリーターミナル）
- JRバス関東・茨城交通　みと号（水戸駅 - 東京駅八重洲南口、2018年7月17日から2020年4月19日には大洗フェリーターミナル直通便を運行）

バスの乗車券は関東側・北海道側の両方でそれぞれ2日間（フェリー乗船の前日及び当日、下船当日及び翌日）有効であり、連絡切符の使用中に水戸や大洗、苫小牧で宿泊することができる（ただし、各乗車券は途中下車前途無効）。また東京発のみ斜里バス「イーグルライナー」（札幌駅前ターミナル - ウトロ温泉バスターミナル）の500円割引券が付属する。
過去の設定
2019年9月までは「パシフィック・ストーリー」の姉妹商品として札幌以遠に連絡する3切符が発売されており東京発着の高速バス連絡切符を「ストーリー・シリーズ」と総称していた。また2012年から2021年にかけては北関東エリアへの連絡切符として「マリンきっぷ」シリーズが展開されていたが2021年秋より発売休止となっている。
| 切符名                                                                      | 愛称                   | 区間              | 発売期間                      | 備考 |
| --------------------------------------------------------------------------- | ---------------------- | ----------------- | ----------------------------- | --- |
| 東京・富良野連絡きっぷ                                                      | ふらの・ストーリー     | 東京駅 - 富良野駅 | 2008年6月1日 - 2019年9月30日  | 北海道中央バス「高速ふらの号」 （札幌駅BT - ふらの駅前BT）とのセット |
| 東京・旭川連絡きっぷ                                                        | あさひかわ・ストーリー | 東京駅 - 旭川駅   | 2009年6月15日 - 2019年9月30日 | 北海道中央バス・JR北海道バス・ 道北バス・北海道北見バス 「高速あさひかわ号」・「高速流氷もんべつ号」・ 「高速えんがる号」 （札幌駅BT - 旭川駅前バスタッチ）とのセット 2018年までは北海道中央バス旭川BT発着。 |
| 東京・小樽連絡きっぷ                                                        | おたる・ストーリー     | 東京駅 - 小樽駅   | 2010年4月1日 - 2019年9月30日  | 北海道中央バス・JR北海道バス「高速おたる号」 （札幌駅BT - 小樽駅前BT）とのセット |
| 宇都宮⇔札幌連絡きっぷ                                                       | 北関東マリンきっぷ     | 宇都宮駅 - 札幌駅 | 2012年7月2日 - 2020年3月23日  | 関東自動車・茨城交通「 北関東ライナー」 （水戸駅 - 宇都宮駅）とのセット 北関東ライナーの休止（後に廃止）に伴い発売停止                                                                                       |
| 水戸市内→札幌連絡きっぷ （北海道中央バス） 水戸→札幌連絡きっぷ （茨城交通） | 茨城マリンきっぷ       | 水戸駅 - 札幌駅   | 2013年7月1日 - 2021年9月30日  | 茨城交通バス・商船三井フェリー・ 高速とまこまい号のみのセット |
弾丸フェリーセット
関西-九州航路での船中泊2泊3日の往復割引「弾丸フェリー」に私鉄・バス乗車券をセットした以下の連絡切符を発売。
- 弾丸フェリー【阪神電車版】 - 神戸-大分航路に神戸フェリーバス阪神御影駅-六甲アイランド港間・阪神御影駅から阪神電気鉄道各駅への往復をセットとした。
- 弾丸フェリー【山陽電車版】 - 神戸-大分航路に神戸フェリーバス阪神御影駅-六甲アイランド港間・阪神御影駅から山陽電気鉄道各駅への往復をセットとした。
- Osaka Metro&弾丸フェリーセット券 - 大阪-別府・大阪-志布志航路にOsaka Metro・大阪シティバス1日券（大阪発は2枚、別府・志布志発は1枚）をセットとした。
- 弾丸フェリー+亀の井バス MyべっぷFree - 大阪-別府航路に亀の井バス1日乗車券「MyべっぷFree」をセットとした。また湯布院方面までをカバーした「Myべっぷ1日ワイドフリー乗車券」とのセットプランも設定。大阪発のみ発売。
- 弾丸フェリー&モンキー・マリーンチケット - 神戸-大分航路に大分市内から高崎山までの大分交通バス乗車券と高崎山自然動物園・大分マリーンパレス水族館の入場券をセットとした。神戸発のみ発売。
- 弾丸フェリー+おおいたサイクルシェア1日パス版 - 神戸-大分・大阪-別府航路におおいたサイクルシェア1日パスをセットとした。神戸・大阪発のみ発売。

さんふらわあライナー
志布志港と鹿児島市内を東九州自動車道・九州自動車道経由で結ぶ予約制の接続バスとして鹿児島交通が「さんふらわあライナー」を運行、大阪 - 志布志航路乗船客は運賃無料としている。
運行経路：志布志港フェリーターミナル - 鹿児島中央駅（アミュプラザ前東8番のりば） - 鹿児島港南埠頭（種子屋久高速船旅客ターミナル前）
途中国分パーキングエリアでトイレ休憩を実施。
バスふね関西熊本パック
神戸-大分航路に大分バス「特急やまびこ号」をセットとし、阿蘇駅または熊本駅までの連絡で片道・往復のプランを設定。大分港から大分駅までの路線バスは別料金とした。神戸発のみ発売。2020年1月発売、2024年9月末をもって休止。

## その他
- コラボレーション企画
  - 2022年よりTVアニメ「ONE PIECE」とのコラボレーションキャンペーンを夏季に展開[61][62]。船内でのレストラン限定メニュー・オリジナルグッズ販売や謎解きラリー企画、X（Twitter）を用いてのSNSプレゼントキャンペーンなどを実施。2023年からはONE PIECEに因んだイラストをキャンペーン対象便の使用船舶のファンネルマークにあしらった。船舶内外での企画は当初大洗-苫小牧航路夕方便のみで実施したが、合併後の2024年には大阪-志布志航路にも拡大[63]。
  - 神戸 - 大分航路にてスタンダード客室の一部に1つのキャラクターをテーマとした内装やノベルティを配した「キャラクタールーム」とし、1室を「くまモンと夢見る船旅ルーム」と銘打って展開[64]。過去には2024年5月末まで「ハローキティルーム」も行われた[65]。
- 登場作品
  - 商船三井フェリー
    - 2001年 「大洗―苫小牧航路」 テレビ朝日系で放送されていた『仮面ライダーアギト』（第42話 あかつき号）において、「さんふらわあ みと」船内などで撮影が行われた。
    - 2002年 絵本「おおきいね カーフェリー」（チャイルド本社 サンチャイルド・ビッグサイエンス2002年9月号） - 「さんふらわあ おおあらい」を題材とした写真絵本。
    - 2009年 「大洗―苫小牧航路」 テレビ東京系で放送された土曜スペシャル『高速道路・鉄道・船で行く!夏の日本列島 乗り放題お得旅』（8月1日放送）において、「さんふらわあ さっぽろ」船内で撮影が行われた。
    - 2010年 「大洗―苫小牧航路」 テレビ朝日系で放送されていた『仮面ライダーW』（第42話 Jの迷宮 / ダイヤモンドは傷ついて）において、航行中の「さんふらわあ だいせつ」の甲板(デッキ)上で格闘シーンなどの撮影が行われた。[66]
    - テレビアニメ『ストライク・ザ・ブラッド』（第21・22話にて宿泊研修へ向かうフェリーのモデルとして「さんふらわあ さっぽろ」(2代目)が用いられた。）
    - 映画『永遠の0』の空母「赤城」のCG合成用のマーカー船として「さんふらわあ ふらの」(初代)を使用[67]。
    - tvk『キンシオ』第279回（2015年6月22日）・280回（2015年6月29日）「何でもない道を行く」の撮影が「さんふらわあ さっぽろ」(2代目）にて行われている。
    - 映画『ガールズ&パンツァー 劇場版』（大洗女子学園が大学選抜戦への行き帰りに用いたフェリーとして「さんふらわあ さっぽろ」(2代目）が登場。）
    - テレビアニメ『ばくおん!!』（第4話にて「さんふらわあ さっぽろ」(2代目）が登場。）
    - 漫画『絶対可憐チルドレン』（第442-444話「ウィンター・ソルジャー（3-5）」(コミックス46巻収録)にて戦闘場所となるフェリーのモデルとして「さんふらわあ しれとこ」型が用いられた。）
    - 映画『ニート・ニート・ニート』（「さんふらわあ ふらの」(2代目)が登場。）
    - 映画『あなたの番です 劇場版』(「さんふらわあ さっぽろ」(3代目)を用いて撮影、客船「CACCIATORI」として登場[68][69]。)

## 提供番組
- 商船三井さんふらわあプレゼンツ めざせ!北海道!!（ラジオ日本）
- NMB48 小嶋花梨の“旅する Morning Ship” supported by 商船三井さんふらわあ（FM大阪、FM AICHI）

過去
- さんふらわあDriving Cruise（STVラジオ）
- 土曜スペシャル（テレビ北海道ローカル）
- オールナイトニッポン 月曜1部（ニッポン放送 2020年1月 - 2024年3月）
  - 菅田将暉のオールナイトニッポン
  - Creepy Nutsのオールナイトニッポン
  - Adoのオールナイトニッポン